# Die Heiden von Kummerow
Die Heiden von Kummerow ist der Titel eines Romans von Ehm Welk. Die Erstausgabe erschien 1937 im Ullstein Verlag in Berlin. Das Buch erreichte in der Zeit des Nationalsozialismus eine Auflage von 730.000. In der DDR erschien jährlich eine Neuauflage und in der Bundesrepublik stieg 1959 der Bertelsmann Lesering in den Verkauf mit ein. Die Gesamtauflage wird auf über 1 Million geschätzt.

## Inhalt
Der Roman besteht aus 22 Kapiteln, die Episoden aus dem Alltag einer Gruppe von Dorfjungen wiedergeben. Ort der Handlung ist das Dorf Kummerow (gemeint ist das Dorf Biesenbrow, das heute zu Angermünde gehört) vor dem Ersten Weltkrieg. Geschildert werden Ereignisse, die sich im Zeitraum von Palmarum bis Michaelis, d. h. vom Frühjahr bis zum Frühherbst eines Jahres zwischen 1900 und 1910 abspielen. Der Ortsname ist von dem in der Nähe befindlichen, ebenfalls am Flüsschen Welse gelegenen Dorf Kummerow entlehnt.
Protagonist der Episoden ist der zehnjährige Bauernsohn Martin Grambauer. Pastor und Lehrer bemühen sich, ihn und seine Freunde zu gottesfürchtigen und regierungstreuen Bürgern zu erziehen. Alte heidnische Traditionen und Bräuche sind der Dorfjugend – und deren Eltern – wichtiger als wilhelminischer Geist. Neben den Spielen, Streichen und Kämpfen der Jungen bestimmt vor allem ihr Verhältnis zu den Erwachsenen die Handlung der einzelnen Episoden. Zentrales Ereignis ist ihre Ächtung eines Tierquälers, wobei die Jungen vom Kuhhirten des Dorfes unterstützt werden. Als dieser daraufhin selbst Opfer der Behörden wird, kann auch die Solidarität der Kinder nicht verhindern, dass er die Gemeinde verlassen muss.

## Bedeutung
Trotz der Tendenz zur Idyllisierung liefert der Roman einen realistischen Einblick in das Leben in der Provinz des Deutschen Kaiserreichs.

## Weiterführung
- Die Gerechten von Kummerow, Roman, 1943. Hauptheld dieses Romans ist nicht Martin Grambauer, sondern sein Freund Johannes Bärensprung, der mit seinem Großvater, Kriegsinvalide des Deutsch-Französischen Kriegs von 1870/71, und seiner ledigen Mutter im Armenhaus des Dorfes lebt. Das Buch ist weniger eine Fortsetzung als eine Neufassung einige Jahre später aus anderem Blickwinkel. Das Buch ist wesentlich sozialkritischer als die „Heiden“, so auch der darauf basierende DEFA-Film.
- Die Lebensuhr des Gottlieb Grambauer, Roman, 1938. Hauptperson ist hier Martins Vater. „Ein Jahrhundert preußisch-deutscher Geschichte, von einem fernen Dorfwinkel aus beobachtet“, so das Vorwort.
- Mein Land, das ferne leuchtet, Roman, 1952. Der erwachsene Martin Grambauer blickt auf sein bisheriges Leben zurück und streift dabei auch seine Kinderzeit in Kummerow, die Freundschaft zu Johannes und das Leben seines Vaters. Eher eine philosophische Rückblende.

## Verfilmung
Der Roman wurde 1967 vom Regisseur Werner Jacobs als Gemeinschaftsproduktion (Deutsche Demokratische Republik / Bundesrepublik Deutschland) unter dem Titel Die Heiden von Kummerow und ihre lustigen Streiche verfilmt. Hauptdrehort war das kleine Dorf Vilmnitz, heute Ortsteil von Putbus, auf der Insel Rügen, wo die meisten Szenen gedreht wurden.
1982 verfilmte die DEFA auch den zweiten Roman Die Gerechten von Kummerow.

## Theateraufführungen
Seit dem Jahr 2013 wird bei den Theatereigenproduktionen der Darß-Festspiele pro Spielsaison jeweils eine Episode der Reihe Die Heiden von Kummerow frei nach den Romanen Die Heiden von Kummerow und Die Gerechten von Kummerow von Ehm Welk auf der Freilichtbühne Born aufgeführt. Eine Besonderheit der Theatervorstellungen ist, dass ein Teil der Vorstellungen auf Plattdeutsch gespielt wird.